# سينما أوروبا

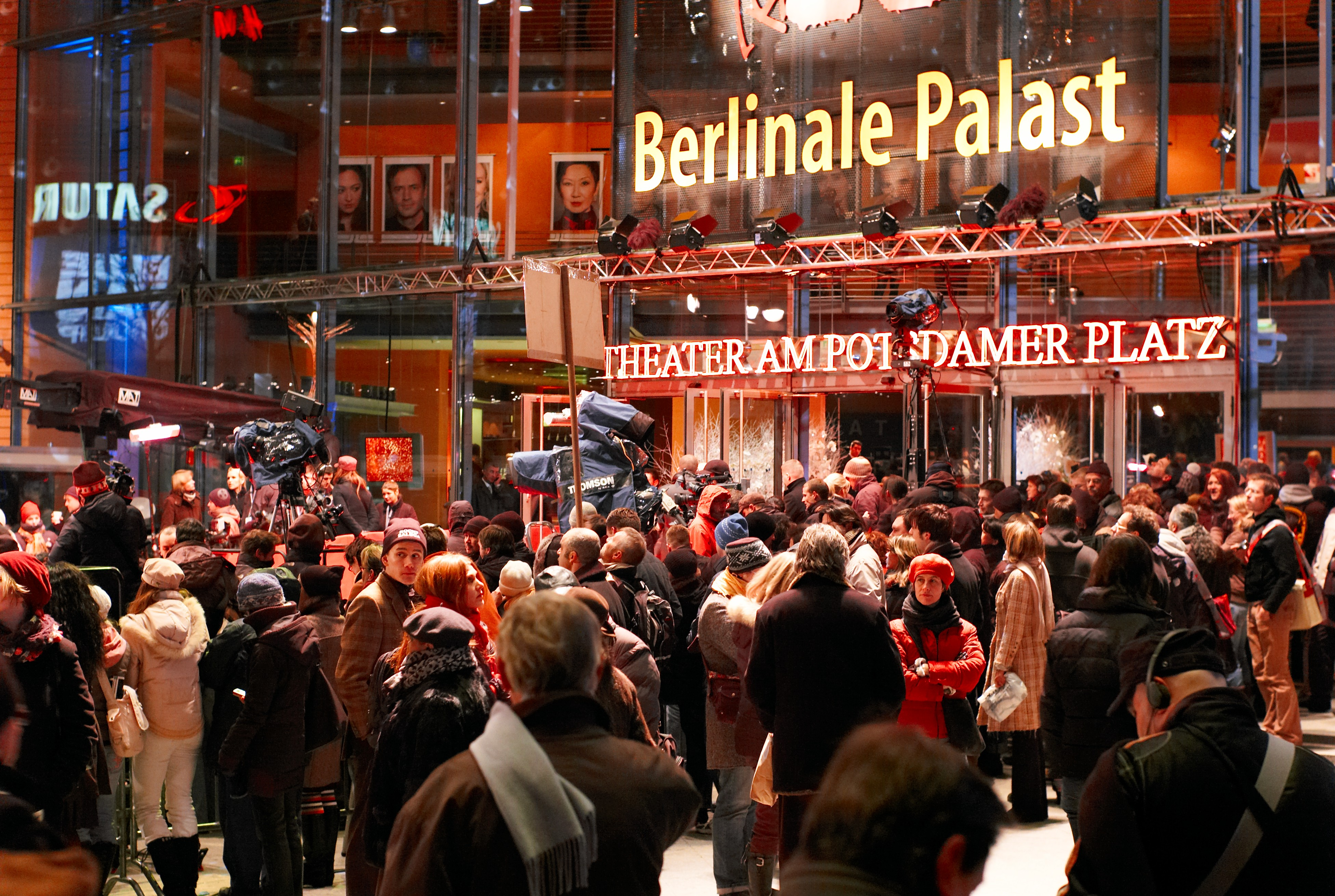
جانب من مهرجان برلين السينمائي الدولي.

كان الأوروبيون من رواد صناعة السينما، مع العديد من أسماء المهندسين والفنانين الذي أحدثوا تأثير ملموس خاصًة في نهاية القرن التاسع عشر. وفي سنة 1888 قام لويس لي برينس في أول فيلم سينمائي معروف مسجل. وكان الاخوة سكلادانوسكي من برلين من أوائل المنجين السنمائيين. وبدأ تاريخ السينما الأوروبية رسميًا مع عرض الإخوة لوميير السينمائي الأول سنة 1895 في باريس والتي عدّت من أشهر أوائل العروض السينمائية. تلاها عصر السينما الصامتة، وهي الفترة التي حققت فيها السينما الأوروبية نجاحًا تجاريًا كبيًرا. وظلت كذلك حتى عشية الحرب العالمية الثانية. بدأ بافتتاح دور السينما في روسيا في عام 1903. في عام 1911 عرض على الشاشة أول فيلم روائي طويل في روسيا هو الدفاع عن سيفاستوبول، وشهدت السينما الروائية الروسية مرحلة الازدهار الأولى في أعوام الحرب العالمية الأولى وبرزت فيها ممثلات وممثلون مشهورون كما تطورت الصحافة السينمائية بسرعة. وحين كانت الحرب في ذروتها في عام 1916 صدرت في روسيا 11 مجلة سينمائية لكن لم يتبق ما مجموعه 2,700 فيلم أنتج في زمن الإمبراطورية الروسية حتى عام 1917 سوى 300 فيلم سينمائي.
وتشمل الحركات السينمائية الأوروبية السينما التعبيرية الألمانية (1920)، والسينما الفرنسية الانطباعية (1920)، والسينما الواقعية الشعرية (1930)، والسينما الواقعية الجديدة الإيطالية (1940)؛ وهي الفترة التي أطلق عليها لقب «هوليوود أخرى». تأسست أول استوديو سينمائي في أوروبا، استوديو بابلسبيرغ بالقرب من مدينة برلين في عام 1912.
وتشمل الحركات السينمائية ما بعد الحرب العالمية الثانية السينما الحرة (1950)، وسينما الموجة الجديدة الفرنسية (1950-1960)، ومدرسة الأفلام البولندية (1950-1960)، وسينما الموجة الجديدة التشيكوسلوفاكية (1960)، والسينما الألمانية الجديدة (1960-1980)، وسينما الموجه الجديدة البريطانية (1950-1960)، وسينما السباغيتي الغربية (1960) وسينما نوفو البرتغالية (1960-1970). وشهد مطلع القرن الواحد والعشرين حركات وموجات سينمائية مثل دوغما 95 الدنماركية والموجة السينمائية الرومانية الجديدة ومدرسة برلين. من أكثر المهرجانات السينمائية الأوروبية أهمية في العالم مهرجان كان السينمائي الفرنسي ومهرجان برلين السينمائي الدولي الألماني ومهرجان البندقية السينمائي وهو أقدم أقدم مهرجان سينمائي في العالم.

## نبذة تاريخية

### القرن العشرون
وفقًا لإحدى الدراسات، «في تسعينيات القرن العشرين، كانت صناعة الأفلام في أوروبا في مستوى جيد. اضطعلت شركات الأفلام الأوروبية بدور ريادي في كل من الابتكارات التكنولوجية مثل العرض، وعمليات الألوان، والأفلام السينمائية الناطقة، وابتكارات المحتوى مثل الجريدة السينمائية الأسبوعية، والكرتون، والمسلسل، والفيلم الطويل. بلغت حصة هذه الشركات في السوق الاميركية 60%. سارعت شركات الأفلام الفرنسية إلى إنشاء فروع للإنتاج والتوزيع الأجنبية في الدول الأوروبية والولايات المتحدة، وهيمنت على توزيع الأفلام الدولية قبل منتصف عام 1910. بحلول أوائل عشرينيات القرن العشرين، تغير كل ذلك، إذ لم تحظَ صناعة الأفلام الأوروبية إلا بحصة هامشية من سوق الولايات المتحدة وحصة صغيرة من أسواقها المحلية. باعت معظم الشركات الأوروبية الكبرى فروعها الأجنبية وانسحبت من إنتاج الأفلام داخليًا، بينما أنشأت استوديوهات هوليوود الناشئة شبكات التوزيع الأجنبية الخاصة بها».
تأسست أكاديمية الأفلام الأوروبية في عام 1988 للاحتفال بالسينما الأوروبية سنويًا عبر جوائز الأفلام الأوروبية.
أحرز فيليب بينانت في 2 فبراير عام 2000 أول عرض سينمائي رقمي في أوروبا، باستخدام تقنية أجهزة عرض المعالجة الرقمية للضوء في السينما التي طورتها شركة تكساس إنسترومنتس في باريس.
تأسست سينما أوروربا كأول شبكة سينما تهتم بالأفلام الأوروبية في عام 1992، بتمويل من برنامج كرييتف يوروب الاعلامي ووكالة سي إن سي في فرنسا. تهدف هذه الشبكة إلى توفير الدعم التنفيذي والمالي لدور السينما المتخصصة بعرض عدد كبير من الأفلام الأوروبية غير الوطنية، وتقديم الفعاليات والمبادرات، فضلًا عن الأنشطة الترويجية الموجهة إلى الجماهير الشابة. يمتد تأثير سينما أوروبا ليشمل دول أوروبا الشرقية والبلقان وروسيا وتركيا، بفضل دعم صندوق يوريميجيز ووزارة الخارجية الفرنسية.
سينما أوروبا في عام 2019: 43 دولة، 725 مدينة، 1204 دور سينما، 2992 شاشة عرض
- ميديا: 33 دولة، 602 مدينة، 1014 دار سينما، 2428 شاشة عرض
- يوريميجيز: 3 دول، 37 مدينة، 58 دار سينما، 205 شاشات عرض
- إم إيه إي: 5 دول، 5 مدن، 6 دور سينما، 15 شاشة عرض

يهيمن إنتاج الولايات المتحدة في يومنا هذا على السوق الأوروبية. وفي المتوسط، توزع الأفلام الأوروبية في دولتين أو ثلاث فقط، بينما بلغ نحو عشرة دول بالنسبة لأفلام الولايات المتحدة. أنتجت الولايات المتحدة أفضل 10 أفلام في أوروبا بين عامي 1996 و2016 أو ساهمت في إنتاجها. باستبعاد إنتاج الولايات المتحدة، كان فيلم ذي إنتَتشبلز (المنبوذون) الأكثر مشاهدة في تلك الفترة، وهو من إنتاج فرنسي، كمعظم الأفلام الأخرى في قائمة أفضل 10 أفلام. في عامي 2016 و2017، كان فيلم دونكيرك الفيلم الأوروبي الوحيد (جزئيًا) في قائمة أفضل عشرة أفلام في أوروبا. وباستبعاد هذا الفيلم (الذي كان من إنتاج هولندا والمملكة المتحدة وفرنسا والولايات المتحدة)، كان بادينغتون 2 الفيلم الأوروبي الذي حصل على أفضل النتائج، إذ باع 9.1 مليون تذكرة.

## سينما التعبيرية الألمانية
برزت سينما التعبيرية الألمانية حركةً فنيةً ألمانيةً في أوائل القرن العشرين. انصب اهتمام هذه الحركة على أفكار الفنانين ومشاعرهم الداخلية حول محاكاة الحقائق. اتسمت السينما التعبيرية الألمانية ببعض الخصائص، كالألوان المشرقة، والأشكال المبسطة، وضربات الفرشاة، وعلامات الإيماء. تستنبط السينما التعبيرية الألمانية الإلهام المختلف لأسلوب الفيلم من أفلام الرعب وأفلام النوار (الأفلام السوداء).
مخرجو السينما التعبيرية الألمانية البارزون
- روبرت وين
- فريتز لانغ
- فريدريك مورناو
- آرثر روبسون
- باول ليني

أفلام السينما التعبيرية الألمانية المشهورة
- كابينة الدكتور كاليجاري (1920) من إخراج روبرت وين
- نوسفيراتو (1922) من إخراج فريدريك مورناو
- الدكتور مابوسي المقامر (1922) من إخراج فريتز لانغ
- واكس ووركس (1924) من إخراج باول ليني